# Diana Folch de Cardona
Diana Folch de Cardona (Palermo, 1531 – Sabbioneta, 8 novembre 1559) è stata una nobile italiana.

## Biografia
Diana de Cardona y Luna, marchesa di Giuliana e contessa di Chiusa, figlia di Antonio de Cardona, signore del marchesato di Giuliana e della baronia di Borgio, e di Beatriz De Luna d'Aragona ed erede dello zio Alfonso de Cardona. 
Nell'aprile del 1550 andò in sposa segretamente a Piacenza al conte (poi duca) di Sabbioneta Vespasiano Gonzaga, ramo cadetto della famiglia Gonzaga, dopo aver rotto il fidanzamento con Cesare I Gonzaga, figlio di Ferrante I Gonzaga conte di Guastalla.
A causa delle frequenti assenze del marito da casa, in guerra all'assedio di Parma e nelle Fiandre, s'innamorò d'un cortigiano di Vespasiano, tale Giovanni Annibale Ranieri, giovane segretario di corte.
Tornato Vespasiano dalla guerra nel 1559, egli sarebbe stato  informato delle voci che correvano a Sabbioneta sull'infedeltà della moglie e si sarebbe vendicato prontamente ed in maniera terribile: facendo uccidere la moglie e sgozzare il Ranieri, ponendolo nella camera della sposa insieme ad una coppa di veleno.
Naturalmente la morte della giovane contessa fu presentata come il colpo apoplettico anche se Alessandro Lisca nella Vita Vespasiani Gonzagae Sablonetae Dvcis  ci informa che
Dopo la morte di Diana, Vespasiano sposò la cugina di Diana, Anna d'Aragona y Folch de Cardona dei duchi di Segorbe, infanta d'Aragona e di Sicilia, parente stretta del re Filippo II di Spagna, che morì nel 1567, probabilmente di cancro, dopo soli tre anni di matrimonio.
Anna era della famiglia degli Aragona duchi di Segorbe e di Cardona come il nobile bandito Ernani dell'opera lirica di Giuseppe Verdi infatti quando scopre la sua vera identità all'imperatore Carlo V pretende, come gli altri nobili spagnoli ribelli, di farsi tagliare la testa e non essere imprigionato come un volgare bandito in quanto:
Io son conte, duca sono/
di Segorbia, di Cardona/
Don Giovanni d'Aragona/
riconosca ognun in me./
Or di patria e genitore/
mi sperai vendicatore/
non t'uccisi t'abbandono/
questo capo il tronca, o re
(Ernani, III, scena VI)»
I resti mortali di Diana non furono mai trovati, anche se si presume siano sepolti nella chiesa di San Rocco a Sabbioneta.